# Diocesi di Vina
La diocesi di Vina (in latino Dioecesis Vinensis) è una sede soppressa e sede titolare della Chiesa cattolica.

## Storia
Vina, identificabile con Henchir-El-Meden nell'odierna Tunisia, è un'antica sede episcopale della provincia romana dell'Africa Proconsolare, suffraganea dell'arcidiocesi di Cartagine.
Durante l'antichità era chiamata Municipium Auralia Vina, un municipium della provincia romana dell'Africa Proconsolare, le cui rovine comprendevano un anfiteatro costruito in onore di Marco Aurelio e Lucio Vero.
Sono quattro i vescovi attribuibili a Vina. Faustino partecipò al concilio di Cabarsussi, tenuto nel 393 dai massimianisti, setta dissidente dei Donatisti, e ne firmò gli atti. Alla conferenza di Cartagine del 411, che vide riuniti assieme i vescovi cattolici e donatisti dell'Africa romana, prese parte il cattolico Vittore, mentre Faustino era deceduto cinque anni prima (406). Cresconio e Fruttuoso infine intervennero rispettivamente al concilio cartaginese del 525 e a quello antimonotelita del 646.
Dal 1933 Vina è annoverata tra le sedi vescovili titolari della Chiesa cattolica; dal 15 novembre 2005 il vescovo titolare è Anton Jamnik, vescovo ausiliare di Lubiana.

## Cronotassi

### Vescovi
- Faustino † (prima del 393 - 406 deceduto) (vescovo donatista)
- Vittore † (menzionato nel 411)
- Cresconio † (menzionato nel 525)
- Fruttuoso † (menzionato nel 646)

### Vescovi titolari
- Joseph Ferche † (16 agosto 1940 - 23 settembre 1965 deceduto)
- Patrick Lennon † (14 maggio 1966 - 25 settembre 1967 nominato vescovo di Kildare e Leighlin)
- Lawrence Preston Joseph Graves † (24 febbraio 1969 - 10 maggio 1973 nominato vescovo di Alexandria)
- Joachim Meisner † (17 marzo 1975 - 22 aprile 1980 nominato vescovo di Berlino)
- Hans Leo Drewes † (29 maggio 1980 - 30 giugno 1999 deceduto)
- Hans-Josef Becker (9 dicembre 1999 - 3 luglio 2003 nominato arcivescovo di Paderborn)
- Anton Jamnik, dal 15 novembre 2005